# Stachyphrynium
Stachyphrynium es un género con nueve especies de plantas herbáceas perteneciente a la familia Marantaceae.  Es Originario de India, sur de China y Malasia.

## Especies
- Stachyphrynium borneense
- Stachyphrynium calcicola
- Stachyphrynium lancifolium Suksathan & Borchs., Willdenowia 33: 406 (2003).
- Stachyphrynium latifolium (Blume) K.Schum. in H.G.A.Engler (ed.), Pflanzenr., IV, 48: 49 (1902).
- Stachyphrynium longispicatum Suksathan & Borchs., Willdenowia 33: 404 (2003).
- Stachyphrynium placentarium (Lour.) Clausager & Borchs., Kew Bull. 58: 672 (2003).
- Stachyphrynium repens (Körn.) Suksathan & Borchs., Taxon 54: 1086 (2005).
- Stachyphrynium spicatum (Roxb.) K.Schum. in H.G.A.Engler (ed.), Pflanzenr., IV, 48: 46 (1902).
- Stachyphrynium sumatranum (Miq.) K.Schum. in H.G.A.Engler (ed.), Pflanzenr., IV, 48: 48 (1902).